# Jamaica, Land We Love
Jamaica, Land We Love é o hino nacional da  Jamaica. A letra é de Hugh Sherlock, a música de Robert Lightbourne e os arranjos de Mapletoft Poulle.